# Juilles
Juilles (gaskognisch Julhas) ist eine französische Gemeinde mit 229 Einwohnern (Stand 1. Januar 2022) im Département Gers in der Region Okzitanien; sie gehört zum Arrondissement Auch und zum Gemeindeverband Coteaux Arrats Gimone. Die Bewohner nennen sich Juillois/Juilloises.

## Geografie
Juilles liegt auf einer Anhöhe rund 20 Kilometer ostsüdöstlich der Stadt Auch im Osten des Départements Gers. Die Gemeinde besteht aus dem Dorf Juilles, mehreren Weilern sowie Einzelgehöften. Die Gimone bildet die östliche Gemeindegrenze. Die Gemeinde liegt vier Kilometer südwestlich der zweistreifigen N124.

## Geschichte
Im Mittelalter lag der Ort in der Grafschaft Astarac, die ein Teil der Provinz Gascogne war. Die Gemeinde gehörte von 1793 bis 1801 zum District Auch, zudem lag Juilles von 1793 bis 2015 im Wahlkreis (Kanton) Gimont. Die Gemeinde ist seit 1801 dem Arrondissement Auch zugeteilt. Im Jahr 1947 spaltete sich ein Teil der Gemeinde ab und bildete die neue Gemeinde Saint-Caprais.

## Bevölkerungsentwicklung
| Jahr                       | 1962 | 1968 | 1975 | 1982 | 1990 | 1999 | 2006 | 2014 | 2020 |
| Einwohner                  | 217  | 193  | 170  | 182  | 168  | 181  | 222  | 223  | 222  |
| Quellen: Cassini und INSEE |      |      |      |      |      |      |      |      |      |

## Sehenswürdigkeiten
- Kirche Mariä Geburt
- Kirche Marrox
- Denkmal für die Gefallenen[1]
- mehrere Wegkreuze und zwei Madonnenstatuen

Quelle:

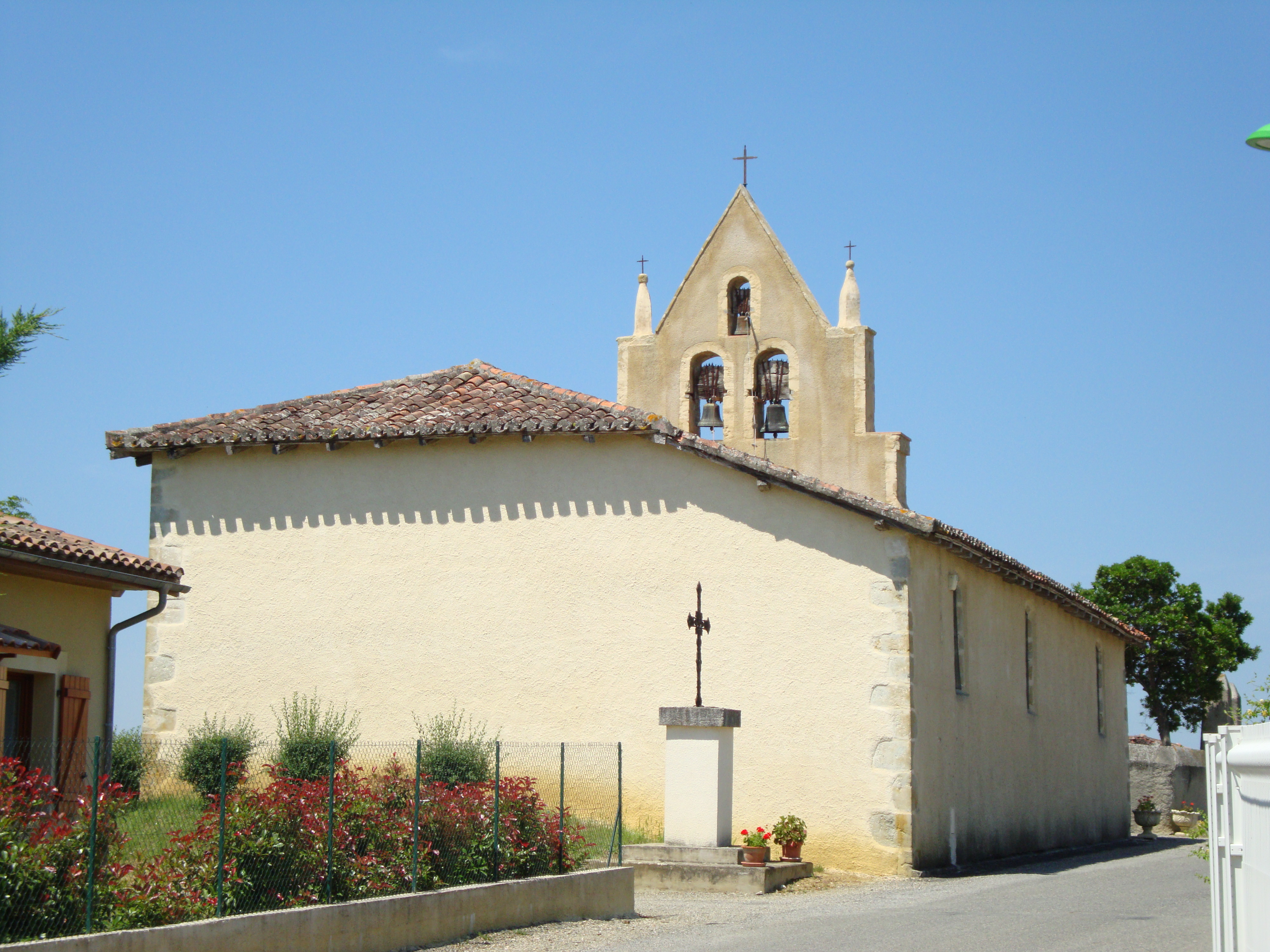
Kirche und Kreuz
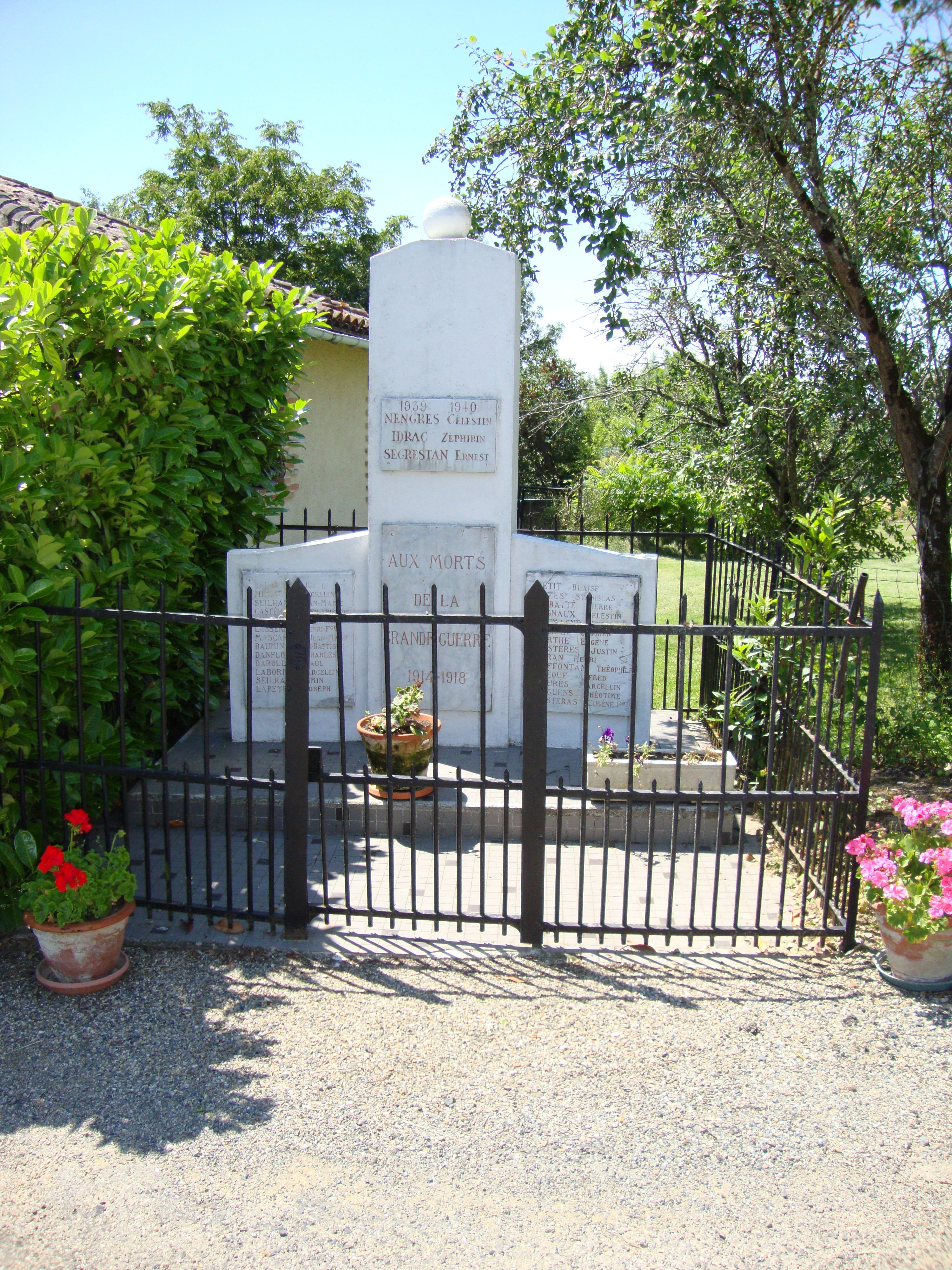
Denkmal für die Gefallenen
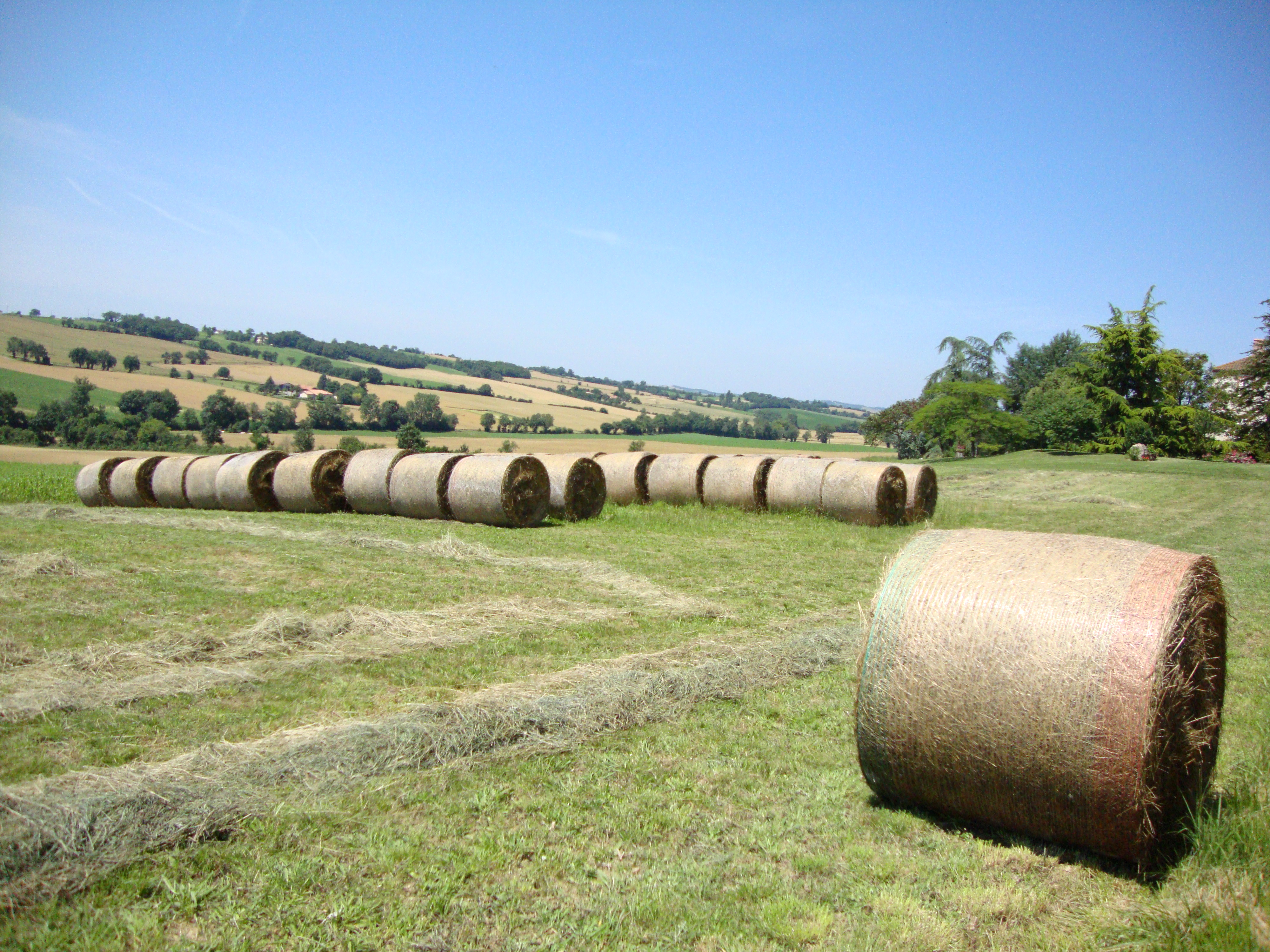
Landschaft bei Juilles